# Darker (roman)
Pour les articles homonymes, voir Grey.
Darker : Cinquante Nuances plus sombres par Christian (titre original : Darker: Fifty Shades Darker as Told by Christian) est une romance érotique écrite par la britannique E. L. James et parue en novembre 2017 aux États-Unis puis traduite en français et publiée la même année.
Ce livre reprend entièrement les éléments décrits dans le roman Cinquante Nuances plus sombres mais en les relatant cette fois du point de vue de Christian Grey.

## Résumé
Après une liaison passionnée qui s’est achevée dans les larmes et les reproches, Christian Grey est incapable d’oublier Anastasia Steele.  Il l’a dans la peau. Décidé à regagner son amour, il s’efforce de réprimer ses désirs les plus troubles et son besoin de tout contrôler pour enfin aimer Ana selon ses conditions.
Hélas, son enfance continue de le hanter, d’autant que Christian comprend que Jack Hyde, le patron sournois d’Ana, la veut clairement pour lui seul.
Le Dr Flynn, confident et thérapeute de Christian, parviendra-t-il à l’aider à affronter ses démons  ? Ou est-ce que l’amour exclusif d’Elena et l’adoration insensée de son ex-soumise, Leila, finiront par le retenir dans le passé  ?
Et si, malgré ses tourments et ses obsessions, Christian réussit à reconquérir Ana, sera-t-il capable de la garder  ?

## SérieCinquante Nuances
1. Cinquante Nuances de Grey, Jean-Claude Lattès, 2012 ((en) Fifty Shades of Grey, Vintage Books, 2012), trad. Denyse Beaulieu  (ISBN 978-2-7096-4252-1)
2. Cinquante Nuances plus sombres, Jean-Claude Lattès, 2013 ((en) Fifty Shades Darker, Vintage Books, 2012), trad. Aurélie Tronchet  (ISBN 978-2-7096-4253-8)
3. Cinquante Nuances plus claires, Jean-Claude Lattès, 2013 ((en) Fifty Shades Freed, Vintage Books, 2012), trad. Denyse Beaulieu  (ISBN 978-2-7096-4254-5)
4. Grey, Jean-Claude Lattès, 2015 ((en) Grey, Vintage Books, 2015), trad. Denyse Beaulieu, Dominique Defert et Carole Delporte  (ISBN 978-2-7096-5056-4)
5. Darker, Jean-Claude Lattès, 2017 ((en) Darker, Vintage Books, 2017), trad. Denyse Beaulieu, Dominique Defert et Carole Delporte  (ISBN 978-2-7096-6178-2)
6. More Grey, Jean-Claude Lattès, 2021 ((en) Freed, Vintage Books, 2021), trad. Denyse Beaulieu, Dominique Defert et Carole Delporte  (ISBN 978-2-7096-6932-0)

## Éditions
- E. L. James, Darker: Fifty Shades Darker as Told by Christian, Vintage Books, 28 novembre 2017, 560 p.  (ISBN 978-0385543910)
- E. L. James, Darker, Jean-Claude Lattès, 6 décembre 2017, trad. Denyse Beaulieu, Dominique Defert et Carole Delporte, 560 p.  (ISBN 978-2-7096-6178-2)
- E. L. James, Darker, Le Livre de poche, 31 octobre 2018, trad. Denyse Beaulieu, Dominique Defert et Carole Delporte, 768 p.  (ISBN 978-2-253-90697-1)